# Barbastella leucomelas
Barbastella leucomelas är en däggdjursart som först beskrevs av Philipp Jakob Cretzschmar 1830.  Barbastella leucomelas ingår i släktet Barbastella, och familjen läderlappar. IUCN kategoriserar arten globalt som livskraftig. Inga underarter finns listade i Catalogue of Life. Wilson & Reeder (2005) skiljer mellan två underarter.
Arten blir 47 till 51 mm lång (huvud och bål), har en 40 till 47 mm lång svans och 38 till 45 mm långa underarmar. Pälsen är huvudsakligen grå och några hår har vita spetsar. Vid stjärten förekommer en fläck av vita hår som täcker en körtel. Denna fladdermus kännetecknas av en kort nos och en mustasch på övre läppen. Öronen har ungefär en fyrkantig form.
Denna fladdermus förekommer i ett brett band från Kaukasus över Iran, Afghanistan och norra Indien till södra Kina. Dessutom finns isolerade populationer på Sinaihalvön (Egypten), i Israel, i Eritrea, i Japan och på Taiwan. I bergstrakter når arten 2500 meter över havet. Habitatet utgörs av fuktiga tempererade skogar och barrskogar.
Barbastella leucomelas äter främst insekter och vilar i grottor, i redskapsbyggnader, i trädens håligheter, under lös bark eller i liknande gömställen. Hanar och honor träffas bara för parningen. Honor med ungar bildar vanligen mindre flockar med 3 till 8 medlemmar. Barbastella leucomelas flyger vanligen långsamt och nära marken.